# Morti il 13 aprile
| Questa pagina contiene informazioni ricavate automaticamente dalle voci biografiche con l'ausilio del template Bio e di un bot. L'aggiornamento è periodico e automatico e ricostruisce completamente la pagina. Se manca una persona in questa lista, sei pregato di non aggiungerla, ma accertati piuttosto che la sua voce biografica contenga il template Bio e che i dati anagrafici siano correttamente compilati. Se il template Bio manca, inseriscilo tu stesso o, in alternativa, metti l'avviso {{tmp\|Bio}} che ne segnala la mancanza. Se i dati riportati sono sbagliati, correggi direttamente la voce biografica; le modifiche saranno visibili in questa lista entro pochi giorni. Per chiarimenti vedi il progetto biografie. La lista contiene solo le 522 persone che sono citate nell'enciclopedia e per le quali è stato implementato correttamente il template Bio. Pagina aggiornata al 17 ago 2025. |

## V secolo(1)
- 486 - Martirio di Gerusalemme, vescovo egiziano

## VI secolo(2)
- 548 - Lý Nam Đế, re vietnamita (n. 503)
- 585 - Ermenegildo, principe visigoto

## VIII secolo(1)
- 799 - Paolo Diacono, monaco cristiano, storico e poeta longobardo

## IX secolo(2)
- 814 - Krum, sovrano bulgaro
- 862 - Donald I di Scozia, re scozzese (n. 812)

## X secolo(1)
- 989 - Barda Foca il Giovane, generale bizantino (n. 940)

## XI secolo(1)
- 1084 - Hoel II di Bretagna, conte

## XII secolo(3)
- 1113 - Ida di Boulogne, religiosa francese (n. 1040)
- 1135 - Federico di Stade, nobile tedesco
- 1141 - Enghelberto II d'Istria, nobile tedesco

## XIII secolo(2)
- 1275 - Eleonora Plantageneta, nobile (n. 1215)
- 1294 - Albertino da Montone, monaco cristiano italiano

## XIV secolo(2)
- 1320 - Margherita da Città di Castello, religiosa e mistica italiana (n. 1287)
- 1390 - Corrado di Gelnhausen, teologo e presbitero tedesco

## XV secolo(2)
- 1433 - Lope González de Costes, teologo e presbitero spagnolo (n. 1370)
- 1445 - Ludovico VIII di Baviera-Ingolstadt, nobile tedesco (n. 1403)

## XVI secolo(14)
- 1518 - Filippo Calandri, matematico italiano (n. 1468)
- 1519 - Antonio Alberico II Malaspina, nobile italiano
- 1525 - Nunziato d'Antonio, pittore italiano (n. 1468)
- 1550 - Innocenzo Cybo, cardinale italiano (n. 1491)
- 1558 - Bernardo Segni, storico italiano (n. 1504)
- 1565 - Bernardo Navagero, cardinale, ambasciatore e vescovo cattolico italiano (n. 1507)
- 1570 - Daniele Barbaro, patriarca cattolico e umanista italiano (n. 1514)
- 1575 - Giulio Claro, giurista italiano (n. 1525)
- 1576 - Cornelio Giansenio, teologo e vescovo cattolico fiammingo (n. 1510)
- 1577 - Bartolomeo Scappi, cuoco italiano (n. 1500)
- 1579 - Uesugi Norimasa, militare giapponese (n. 1523)
- 1592 - Bartolomeo Ammannati, scultore e architetto italiano (n. 1511)
- 1597 - Klaus Fleming, ammiraglio finlandese (n. 1535)
- 1598 - Niccolò Tornabuoni, vescovo cattolico italiano (n. 1533)

## XVII secolo(17)
- 1612 - Sasaki Kojirō, militare giapponese
- 1614 - Giovanni De Vecchi, pittore italiano
- 1622 - Giovannetta di Sayn-Wittgenstein, nobile tedesca (n. 1561)
- 1630 - Ludovico Francesco Gonzaga, militare italiano (n. 1602)
- 1635 - Fakhr al-Din II, principe libanese (n. 1572)
- 1641 - Scipione Tancredi, vescovo cattolico italiano
- 1643 - Margherita Farnese, nobile italiano (n. 1567)
- 1648 - Martin Faber, pittore e architetto tedesco
- 1665 - Guglielmo Luigi di Anhalt-Köthen, principe (n. 1638)
- 1666 - Hammuda Pascià Bey, sovrano tunisino
- 1667 - Carlo Martino Carlone, architetto italiano (n. 1616)
- 1672 - Margherita di Lorena, principessa (n. 1615)
- 1684 - Nicolás Antonio, bibliotecario e bibliografo spagnolo (n. 1617)
- 1685 - Natale Monferrato, compositore e direttore di coro italiano (n. 1610)
- 1688 - Henry Fairfax, IV lord Fairfax di Cameron, nobile scozzese (n. 1631)
- 1691 - Melchor de Navarra y Rocafull, spagnolo (n. 1626)
- 1695 - Jean de La Fontaine, scrittore e poeta francese (n. 1621)

## XVIII secolo(34)
- 1703 - Vittoria Montecuccoli Davia, nobildonna italiana (n. 1655)
- 1705 - Balthasar Ableithner, scultore tedesco (n. 1613)
- 1708 - Giovanni Ventura Borghesi, pittore e architetto italiano (n. 1640)
- 1716 - Arthur Herbert, I conte di Torrington, militare inglese (n. 1648)
- 1726 - Giovannetta Antonietta di Sassonia-Eisenach, principessa (n. 1698)
- 1727 - Gianfederico d'Este, nobile italiano (n. 1700)
- 1728 - Bernardino Marinali, miniatore italiano (n. 1645)
- 1728 - Johann Christoph Schmidt, compositore e direttore d'orchestra tedesco (n. 1664)
- 1735 - Michael Altherr, politico e agricoltore svizzero (n. 1681)
- 1742 - Giovanni Veneziano, compositore italiano (n. 1683)
- 1748 - Gustava Carolina di Meclemburgo-Strelitz, nobile tedesca (n. 1694)
- 1756 - Johann Gottlieb Goldberg, compositore, clavicembalista e organista tedesco (n. 1727)
- 1759 - Giovanni Casimiro di Isenburg-Büdingen-Birstein, generale e nobile tedesco (n. 1715)
- 1763 - Angela Palanca, pittrice italiana
- 1763 - James Waldegrave, II conte Waldegrave, nobile e politico inglese (n. 1715)
- 1764 - Nicola Fiorenza, compositore e violinista italiano
- 1769 - Anna Canalis di Cumiana, nobile italiana (n. 1680)
- 1778 - Thomas Ludwell Lee, politico statunitense (n. 1730)
- 1783 - Grigorij Grigor'evič Orlov, militare russo (n. 1734)
- 1785 - Michel-François Dandré-Bardon, pittore e scrittore francese (n. 1700)
- 1793 - Gian Domenico Cignaroli, pittore italiano (n. 1724)
- 1793 - Federico Carlo di Schwarzburg-Rudolstadt, nobile tedesco (n. 1736)
- 1793 - Maria Vittoria d'Arenberg, nobile belga (n. 1714)
- 1794 - Jean-Michel Beysser, generale francese (n. 1753)
- 1794 - Sébastien-Roch Nicolas de Chamfort, scrittore e aforista francese (n. 1741)
- 1794 - Pierre-Gaspard Chaumette, rivoluzionario e avvocato francese (n. 1763)
- 1794 - Lucile Duplessis, rivoluzionaria francese (n. 1770)
- 1794 - Arthur Dillon, generale irlandese (n. 1750)
- 1794 - Jean-Baptiste-Joseph Gobel, vescovo cattolico francese (n. 1727)
- 1794 - Guillaume Antoine Nourry-Grammont, attore teatrale e militare francese (n. 1750)
- 1795 - Giulio Cesare Zollio, arcivescovo cattolico e diplomatico italiano (n. 1733)
- 1796 - Pierre Banel, generale francese (n. 1766)
- 1796 - Filippo del Carretto, militare italiano (n. 1758)
- 1800 - Kazimierz Poniatowski, nobile e generale polacco (n. 1721)

## XIX secolo(71)
- 1802 - Francesco Mantica, cardinale italiano (n. 1727)
- 1805 - Pietro Arduino, agronomo, botanico e naturalista italiano (n. 1728)
- 1806 - Jean-Jacques Bachelier, pittore e scrittore francese (n. 1724)
- 1807 - Maria Teresa di Borbone-Due Sicilie, imperatrice (n. 1772)
- 1814 - Federico Guglielmo di Solms-Braunfels, generale prussiano (n. 1770)
- 1814 - Benedetto Solari, vescovo cattolico italiano (n. 1742)
- 1822 - Serafino Morazzone, presbitero italiano (n. 1747)
- 1822 - Gaetano Valeri, organista e compositore italiano (n. 1760)
- 1823 - Antonio Felice Zondadari, cardinale e arcivescovo cattolico italiano (n. 1740)
- 1824 - Jane Taylor, poetessa e scrittrice britannica (n. 1783)
- 1825 - Josef Jelínek, pianista e compositore ceco (n. 1758)
- 1825 - Matilde di Waldeck e Pyrmont, principessa tedesca (n. 1801)
- 1826 - Franz Danzi, compositore, violoncellista e direttore d'orchestra tedesco (n. 1763)
- 1827 - Hugh Clapperton, esploratore scozzese (n. 1788)
- 1832 - Jacques Augustin, pittore francese (n. 1759)
- 1836 - Louis de Sol de Grisolles, generale francese (n. 1761)
- 1839 - Domenico Ronconi, tenore italiano (n. 1772)
- 1839 - Emanuele Taddei, tipografo e giornalista italiano (n. 1771)
- 1842 - William Price Hunt, statunitense (n. 1783)
- 1844 - Vittorio Fossombroni, matematico, ingegnere e economista italiano (n. 1754)
- 1845 - Constance de Théis, poetessa francese (n. 1767)
- 1848 - Henry Baring, politico britannico (n. 1777)
- 1849 - Pasquale Borrelli, giurista e filosofo italiano (n. 1782)
- 1849 - Théophile Marion Dumersan, drammaturgo e numismatico francese (n. 1780)
- 1851 - Giovanni Battista Biscarra, pittore, scultore e litografo italiano (n. 1790)
- 1852 - William Ramsay, I barone di Panmure, politico scozzese (n. 1771)
- 1853 - Leopold Gmelin, chimico tedesco (n. 1788)
- 1853 - James Iredell Jr., politico statunitense (n. 1788)
- 1853 - Elisa von der Recke, scrittrice tedesca (n. 1754)
- 1854 - Pietro Forti, vescovo cattolico italiano (n. 1799)
- 1855 - Henry De la Beche, geologo e paleontologo britannico (n. 1796)
- 1855 - Carlo Oppizzoni, cardinale e arcivescovo cattolico italiano (n. 1769)
- 1858 - Carl Hasenpflug, pittore tedesco (n. 1802)
- 1858 - Ignazio Knoblecher, prete, missionario e esploratore sloveno (n. 1819)
- 1858 - Bernard Sarrette, musicologo e militare francese (n. 1765)
- 1860 - Davide Bertolotti, scrittore e giornalista italiano (n. 1784)
- 1863 - George Cornewall Lewis, politico e letterato britannico (n. 1806)
- 1865 - Theodosia Trollope, poetessa, scrittrice e traduttrice inglese (n. 1816)
- 1865 - Achille Valenciennes, zoologo francese (n. 1794)
- 1867 - Jan Ksawery Kaniewski, pittore polacco (n. 1805)
- 1867 - Scubilione Rousseau, religioso francese (n. 1797)
- 1868 - Teodoro II d'Etiopia, imperatore etiope (n. 1818)
- 1869 - Tomaso Catullo, naturalista, geologo e zoologo italiano (n. 1782)
- 1869 - Barbu Dimitrie Știrbei, nobile rumeno (n. 1799)
- 1870 - Heinrich von Hess, generale austriaco (n. 1788)
- 1870 - Sarah Spencer, nobile britannica (n. 1787)
- 1873 - Carlo Coccia, compositore italiano (n. 1782)
- 1874 - James Bogardus, architetto e inventore statunitense (n. 1800)
- 1876 - Mahendra Singh, principe indiano (n. 1852)
- 1880 - Robert Fortune, esploratore e botanico britannico (n. 1812)
- 1881 - Tahitoe, re (n. 1808)
- 1882 - Bruno Bauer, filosofo e teologo tedesco (n. 1809)
- 1883 - Maria Antonietta d'Asburgo-Lorena, nobile (n. 1858)
- 1884 - Giovanni Maria Allodi, religioso, teologo e storiografo italiano (n. 1802)
- 1886 - Anthony Ashley-Cooper, VIII conte di Shaftesbury, nobile e ufficiale inglese (n. 1831)
- 1886 - Anna Louisa Geertruida Bosboom-Toussaint, scrittrice olandese (n. 1812)
- 1886 - Pietro Maria Ferrè, vescovo cattolico italiano (n. 1815)
- 1890 - Raffaele Rubini, matematico italiano (n. 1817)
- 1891 - Richard Gilmour, vescovo cattolico scozzese (n. 1824)
- 1892 - Heinrich Natter, scultore austriaco (n. 1844)
- 1893 - Jean Dufresne, scacchista e scrittore tedesco (n. 1829)
- 1894 - Baldassarre Boncompagni, matematico e storico della scienza italiano (n. 1821)
- 1894 - David Dudley-Field, avvocato statunitense (n. 1805)
- 1894 - Philipp Spitta, musicologo e insegnante tedesco (n. 1841)
- 1895 - Francesco Garzes, attore teatrale e commediografo italiano (n. 1848)
- 1897 - Augusto Etchécopar, presbitero francese (n. 1830)
- 1897 - Philipp Wasserburg, scrittore tedesco (n. 1827)
- 1899 - Auguste Alfred Rubé, pittore, decoratore e scenografo francese (n. 1817)
- 1899 - Luigi Francesco Valdrighi, storiografo e musicologo italiano (n. 1827)
- 1900 - Auguste Roedel, illustratore e litografo francese (n. 1859)
- 1900 - Luigi Toro, pittore e patriota italiano (n. 1835)

## XX secolo(227)
- 1901 - Pietro Panzeri, medico e chirurgo italiano (n. 1849)
- 1901 - Edward Watkin, imprenditore e politico britannico (n. 1819)
- 1903 - Moritz Lazarus, filosofo e psicologo tedesco (n. 1824)
- 1904 - Stepan Osipovič Makarov, ammiraglio russo (n. 1849)
- 1904 - Vasilij Vasil'evič Vereščagin, pittore russo (n. 1842)
- 1905 - Emil Cohen, mineralogista tedesco (n. 1842)
- 1905 - Charles Renard, militare, ingegnere e inventore francese (n. 1847)
- 1905 - Enrico Stelluti Scala, politico e poeta italiano (n. 1852)
- 1905 - Enrico Carlo di Borbone-Parma, principe italiano (n. 1851)
- 1906 - Walter Frank Raphael Weldon, zoologo e statistico inglese (n. 1860)
- 1908 - Aasta Hansteen, pittrice, scrittrice e attivista norvegese (n. 1824)
- 1908 - Martín Rico, pittore spagnolo (n. 1833)
- 1910 - William Quiller Orchardson, pittore scozzese (n. 1832)
- 1911 - Augusto Franzoj, giornalista e esploratore italiano (n. 1848)
- 1911 - Giovanni Oddone, avvocato e politico italiano (n. 1826)
- 1912 - Takuboku Ishikawa, poeta giapponese (n. 1886)
- 1913 - Paul Janson, politico belga (n. 1840)
- 1915 - Robert Hertz, antropologo francese (n. 1881)
- 1916 - Federico Di Palma, giornalista, dirigente sportivo e politico italiano (n. 1869)
- 1918 - David Ffrangcon-Davies, baritono gallese (n. 1855)
- 1918 - Lavr Georgievič Kornilov, generale russo (n. 1870)
- 1918 - Saverio Partinico, scultore italiano (n. 1859)
- 1920 - Mario Ugo Gordesco, militare e aviatore italiano (n. 1884)
- 1920 - Giuseppe Grassa, aviatore italiano (n. 1891)
- 1921 - Theodor Leutwein, militare e politico tedesco (n. 1849)
- 1921 - Robert Allen Rolfe, botanico britannico (n. 1855)
- 1922 - Emma Palladino, ballerina italiana (n. 1861)
- 1924 - João Bonança, giornalista portoghese (n. 1836)
- 1925 - Malcolm Cherry, attore britannico (n. 1878)
- 1925 - Joseph Krautwald von Annau, generale austro-ungarico (n. 1858)
- 1926 - Henri Basset, orientalista e linguista francese (n. 1892)
- 1926 - Herman Liikanen, patriota finlandese (n. 1835)
- 1927 - Sabas Reyes Salazar, presbitero e santo messicano (n. 1883)
- 1928 - Gonzalo Córdova, politico ecuadoriano (n. 1863)
- 1929 - Gotō Shinpei, politico giapponese (n. 1857)
- 1929 - Agostino Mattoli II, politico italiano (n. 1873)
- 1930 - Otto Cartellieri, storico e archivista tedesco (n. 1872)
- 1931 - Kristoffer Nyrop, filologo danese (n. 1858)
- 1932 - Pierre Batcheff, attore francese (n. 1901)
- 1932 - Gustav Adolf Neuber, chirurgo tedesco (n. 1850)
- 1935 - Léon Lhoest, ciclista su strada e pistard belga (n. 1868)
- 1936 - Konstantinos Demertzis, politico greco (n. 1876)
- 1937 - Il'ja Arnol'dovič Il'f, scrittore sovietico (n. 1897)
- 1938 - Silvio Flor, politico italiano (n. 1879)
- 1938 - Grey Owl, scrittore inglese (n. 1888)
- 1938 - Bruno di Montegnacco, aviatore italiano (n. 1910)
- 1940 - Pierre Marie, neurologo e medico francese (n. 1853)
- 1940 - Carlo Scotti, avvocato e politico italiano (n. 1863)
- 1941 - Annie Jump Cannon, astronoma statunitense (n. 1863)
- 1941 - William Twaits, calciatore canadese (n. 1878)
- 1942 - Julija Nikolaevna Danzas, filosofa, teologa e storica russa (n. 1879)
- 1942 - Anton Schmid, militare austriaco (n. 1900)
- 1943 - James Boarman, criminale statunitense (n. 1919)
- 1943 - Harold Brest, criminale statunitense
- 1943 - Antonio Chiribiri, imprenditore italiano (n. 1867)
- 1943 - Floyd Hamilton, criminale statunitense (n. 1913)
- 1943 - Gennaro Santillo, calciatore italiano (n. 1908)
- 1943 - Oskar Schlemmer, pittore e scultore tedesco (n. 1888)
- 1943 - Vittorio Spinazzola, archeologo italiano (n. 1863)
- 1944 - Dušan Bordon, partigiano jugoslavo (n. 1920)
- 1944 - Cécile Chaminade, pianista e compositrice francese (n. 1857)
- 1944 - Elio De Cupis, partigiano italiano (n. 1924)
- 1944 - Bartolomeo Gosio, medico, microbiologo e biochimico italiano (n. 1863)
- 1944 - Paul Hazard, storico francese (n. 1878)
- 1945 - Ernst Cassirer, filosofo tedesco (n. 1874)
- 1945 - Vincenzo Giovanni Giusto, magistrato e partigiano italiano (n. 1916)
- 1945 - Giuseppe Grigoletto e Savino Pasqualato, partigiano italiano (n. 1913)
- 1945 - Karl Grobben, biologo e zoologo austriaco (n. 1854)
- 1945 - Aleksandr Anatol'evič Kosmodem'janskij, militare sovietico (n. 1925)
- 1945 - Carl Moll, pittore e incisore austriaco (n. 1861)
- 1945 - Filippo Palieri, poliziotto italiano (n. 1911)
- 1945 - Emanuele Vittorio Parodi, armatore e imprenditore italiano (n. 1862)
- 1945 - Mario Piana, partigiano italiano (n. 1925)
- 1945 - Rolando Rivi, italiano (n. 1931)
- 1946 - Suzanne Chaigneau, violinista e docente francese (n. 1875)
- 1946 - Domenico Cigna, politico, giurista e giornalista italiano (n. 1878)
- 1947 - Jean Chassagne, pilota automobilistico e aviatore francese (n. 1881)
- 1947 - Jack Clark, attore e regista statunitense (n. 1876)
- 1948 - Enzo Bonaventura, psicologo italiano (n. 1891)
- 1948 - Giò Batta Santini, politico italiano (n. 1875)
- 1949 - Marie Louise Berneri, anarchica e scrittrice italiana (n. 1918)
- 1949 - Albert Heine, attore e regista tedesco (n. 1867)
- 1949 - Bernardo Ortiz de Montellano, poeta, drammaturgo e saggista messicano (n. 1899)
- 1950 - Guglielmo Jannelli, poeta e letterato italiano (n. 1895)
- 1950 - Saleh al-Ali, rivoluzionario siriano (n. 1884)
- 1951 - Billy Smith, allenatore di calcio e calciatore inglese (n. 1895)
- 1952 - Margarethe Siems, soprano e pedagoga tedesca (n. 1879)
- 1954 - Giulio Alessandrini, batteriologo italiano (n. 1866)
- 1954 - Giovanni Chevalley, ingegnere italiano (n. 1868)
- 1954 - Ernest Glover, mezzofondista britannico (n. 1891)
- 1954 - Samuel Jones, altista, triplista e tiratore di fune statunitense (n. 1880)
- 1954 - Angus Lewis Macdonald, politico e giurista canadese (n. 1890)
- 1955 - Giuseppe Gentile, diplomatico e politico italiano (n. 1879)
- 1955 - Peyton C. March, generale statunitense (n. 1864)
- 1956 - Evelyn Beatrice Hall, scrittrice e biografa britannica (n. 1868)
- 1956 - Emil Nolde, pittore danese (n. 1867)
- 1956 - Édouard Rist, medico francese (n. 1871)
- 1956 - Blanca de los Ríos, scrittrice e critica letteraria spagnola (n. 1859)
- 1957 - George Hamilton-Gordon, II barone Stanmore, politico scozzese (n. 1871)
- 1957 - Gaetano Pieraccini, medico e politico italiano (n. 1864)
- 1957 - Richard Riemerschmid, architetto tedesco (n. 1868)
- 1958 - Giuseppe Contesini, ciclista su strada italiano (n. 1888)
- 1959 - Eduard van Beinum, direttore d'orchestra olandese (n. 1901)
- 1959 - Percy Humphreys, calciatore e allenatore di calcio inglese (n. 1880)
- 1959 - Karl Meissner, fisico tedesco (n. 1891)
- 1960 - Beverly Kenney, cantante statunitense (n. 1932)
- 1960 - Charles Vissières, attore francese (n. 1880)
- 1961 - Alberto Crivelli, calciatore, allenatore di calcio e arbitro di calcio italiano (n. 1883)
- 1961 - Vasilij Žitarev, calciatore russo (n. 1891)
- 1962 - Rinaldo Mastellari, scultore italiano (n. 1884)
- 1962 - Renzo Morigi, tiratore a segno italiano (n. 1895)
- 1962 - Hermann Muhs, politico tedesco (n. 1894)
- 1962 - Culbert Olson, politico statunitense (n. 1876)
- 1962 - Werner Rothmaler, botanico tedesco (n. 1908)
- 1963 - Ettore Leale, calciatore e politico italiano (n. 1896)
- 1963 - Väinö Myllyrinne, showman finlandese (n. 1909)
- 1964 - Veit Harlan, regista cinematografico e attore tedesco (n. 1899)
- 1964 - Kristian Krefting, calciatore norvegese (n. 1891)
- 1965 - Gheorghe Ciolac, calciatore rumeno (n. 1908)
- 1965 - Matilde Huici, avvocata e pedagoga spagnola (n. 1890)
- 1965 - Herman Rosse, scenografo, architetto e pittore statunitense (n. 1887)
- 1965 - Jean Samazeuilh, tennista francese (n. 1891)
- 1965 - Willard Schmidt, cestista statunitense (n. 1910)
- 1966 - Abd al-Salam Arif, militare e politico iracheno (n. 1921)
- 1966 - Carlo Carrà, pittore italiano (n. 1881)
- 1966 - Georges Duhamel, scrittore e medico francese (n. 1884)
- 1966 - Felix von Luckner, militare, navigatore e scrittore tedesco (n. 1881)
- 1966 - Frank Nighbor, hockeista su ghiaccio canadese (n. 1893)
- 1966 - Katsuo Takaishi, nuotatore giapponese (n. 1906)
- 1967 - Nicole Berger, attrice francese (n. 1934)
- 1967 - Luis Somoza Debayle, politico nicaraguense (n. 1922)
- 1968 - Dick Fitzgerald, cestista e allenatore di pallacanestro statunitense (n. 1920)
- 1968 - Charles Christian Lauritsen, fisico danese (n. 1892)
- 1968 - Pëtr Nikolaevič Savickij, etnografo sovietico (n. 1895)
- 1968 - Olga Scheinpflugová, attrice e scrittrice ceca (n. 1902)
- 1969 - Ambrogio Gianotti, presbitero e partigiano italiano (n. 1901)
- 1969 - Lionello Rossi, economista italiano (n. 1890)
- 1970 - Giambattista Fanales, politico italiano (n. 1900)
- 1972 - Dorothy Dalton, attrice statunitense (n. 1893)
- 1973 - Robert Danielsen, calciatore norvegese (n. 1905)
- 1973 - Henry Darger, scrittore e illustratore statunitense (n. 1892)
- 1973 - Kid Williams, pugile danese (n. 1893)
- 1973 - Pete Herman, pugile statunitense (n. 1896)
- 1973 - Manlio Mora, militare italiano (n. 1883)
- 1973 - Balraj Sahni, attore indiano (n. 1913)
- 1973 - Dudley Senanayake, politico singalese (n. 1911)
- 1973 - Michele Viterbo, giornalista, scrittore e politico italiano (n. 1890)
- 1974 - Edoardo Giordano, pittore e ceramista italiano (n. 1904)
- 1974 - Dogen Handa, giocatore di go giapponese (n. 1915)
- 1975 - Emil Bergman, hockeista su ghiaccio svedese (n. 1908)
- 1975 - Ernesto Forza, militare italiano (n. 1900)
- 1975 - Max Gluckman, antropologo sudafricano (n. 1911)
- 1975 - Larry Parks, attore statunitense (n. 1914)
- 1975 - François Tombalbaye, insegnante, sindacalista e politico ciadiano (n. 1918)
- 1976 - Esteban Arrizabalo, calciatore spagnolo (n. 1910)
- 1976 - Gustave Danneels, ciclista su strada e pistard belga (n. 1913)
- 1976 - Traugott Herr, generale tedesco (n. 1890)
- 1976 - Marja Kubašec, scrittrice tedesca (n. 1890)
- 1976 - Giuseppe Zampieri, politico italiano (n. 1893)
- 1977 - Aleksandr Il'ič Rodimcev, generale sovietico (n. 1905)
- 1977 - Antonio Scamoni, dirigente sportivo, arbitro di calcio e calciatore italiano (n. 1886)
- 1978 - Ernst Bantle, calciatore tedesco (n. 1901)
- 1978 - Jack Chambers, artista e regista cinematografico canadese (n. 1931)
- 1978 - Funmilayo Ransome-Kuti, politica e attivista nigeriana (n. 1900)
- 1979 - Fred Worrall, calciatore inglese (n. 1910)
- 1980 - Josep Ester i Borras, anarchico spagnolo (n. 1913)
- 1980 - Michihiko Hachiya, scrittore e medico giapponese (n. 1903)
- 1981 - Yasuhiko Asaka, principe e generale giapponese (n. 1887)
- 1981 - Crisant Bosch, calciatore spagnolo (n. 1907)
- 1981 - Jiří Schelinger, musicista cecoslovacco (n. 1951)
- 1982 - Riccardo Billi, attore e doppiatore italiano (n. 1906)
- 1982 - Daciano Colbachini, ostacolista e imprenditore italiano (n. 1893)
- 1982 - Clara Frediani, soprano italiano (n. 1908)
- 1982 - Herbert Niiler, allenatore di pallacanestro estone (n. 1905)
- 1983 - Sergo Ambartsumyan, sollevatore sovietico (n. 1910)
- 1983 - Gerry Hitchens, calciatore inglese (n. 1934)
- 1983 - Olle Källgren, calciatore svedese (n. 1907)
- 1983 - Gloria Marín, attrice messicana (n. 1919)
- 1983 - Mario Patuzzi, calciatore italiano (n. 1907)
- 1983 - Mercè Rodoreda, scrittrice spagnola (n. 1908)
- 1983 - Duilio Segoni, calciatore italiano (n. 1905)
- 1983 - Theodore Stephanides, radiologo, naturalista e biologo greco (n. 1896)
- 1983 - Anna van der Vegt, ginnasta olandese (n. 1903)
- 1984 - Richard Hurndall, attore britannico (n. 1910)
- 1984 - Ralph Kirkpatrick, musicologo e clavicembalista statunitense (n. 1911)
- 1986 - Sulo Bärlund, pesista finlandese (n. 1910)
- 1986 - Frank DeCicco, mafioso statunitense (n. 1935)
- 1986 - Emanuele Giardina, avvocato, politico e giornalista italiano (n. 1903)
- 1986 - Stephen Stucker, attore statunitense (n. 1947)
- 1986 - Jack van Bebber, lottatore statunitense (n. 1907)
- 1987 - Herbert Blumer, sociologo statunitense (n. 1900)
- 1987 - Guido Sala, pilota motociclistico italiano (n. 1928)
- 1989 - Paul II Cheikho, vescovo cattolico e patriarca cattolico iracheno (n. 1906)
- 1989 - Erich Herrmann, pallamanista tedesco (n. 1914)
- 1989 - Tor Nilsson, lottatore svedese (n. 1919)
- 1990 - Giacinto Domenico Lazzarini, partigiano e agente segreto italiano (n. 1912)
- 1990 - István Lovrics, cestista ungherese (n. 1927)
- 1990 - Virginio Rotondi, presbitero italiano (n. 1912)
- 1991 - Kalevi Laurila, fondista finlandese (n. 1937)
- 1991 - Uberto Pallastrelli, pittore italiano (n. 1904)
- 1992 - Mino Doro, attore italiano (n. 1903)
- 1993 - André Chardar, calciatore francese (n. 1906)
- 1993 - Isaac Rojas, ammiraglio argentino (n. 1906)
- 1993 - Wallace Stegner, storico e scrittore statunitense (n. 1909)
- 1993 - Rudolf Wetzer, calciatore e allenatore di calcio rumeno (n. 1901)
- 1994 - Kurt Aland, teologo tedesco (n. 1915)
- 1994 - Rudolf Hrušínský, attore ceco (n. 1920)
- 1994 - Giuseppe Kressevich, marciatore italiano (n. 1916)
- 1994 - Nikolaj Afanas'evič Krjučkov, attore sovietico (n. 1901)
- 1995 - Sergio Fenoaltea, politico italiano (n. 1908)
- 1996 - Mario Appignani, personaggio televisivo, attivista e scrittore italiano (n. 1954)
- 1996 - Marguerite Bernes, religiosa francese (n. 1901)
- 1996 - Jimmy Burke, criminale statunitense (n. 1931)
- 1996 - Vjekoslav Kaleb, scrittore croato (n. 1905)
- 1996 - George Mackay Brown, scrittore e poeta scozzese (n. 1921)
- 1996 - Marco Melani, critico cinematografico italiano (n. 1948)
- 1997 - Shūhei Nishida, astista giapponese (n. 1910)
- 1997 - Voldemar Väli, lottatore estone (n. 1903)
- 1998 - Nyta Dover, attrice svizzera (n. 1927)
- 1998 - Patrick de Gayardon, paracadutista francese (n. 1960)
- 1998 - Bahi Ladgham, politico tunisino (n. 1913)
- 1999 - Masaji Kiyokawa, nuotatore giapponese (n. 1913)
- 1999 - Harvey Postlethwaite, ingegnere britannico (n. 1944)
- 1999 - Willi Stoph, politico e generale tedesco (n. 1914)
- 2000 - Giorgio Bassani, scrittore, poeta e politico italiano (n. 1916)
- 2000 - Aivars Gipslis, scacchista lettone (n. 1937)
- 2000 - Domenico Gullaci, imprenditore italiano (n. 1958)

## XXI secolo(141)
- 2001 - Josef Diefenthal, militare tedesco (n. 1915)
- 2001 - Josephine Premice, attrice, cantante e ballerina statunitense (n. 1926)
- 2001 - Ostap Steckiw, calciatore e allenatore di calcio polacco (n. 1924)
- 2002 - Alex Baroni, cantautore italiano (n. 1966)
- 2002 - Scipio Colombo, baritono italiano (n. 1910)
- 2002 - Ivan Desny, attore svizzero (n. 1922)
- 2002 - Tommaso Federici, scrittore e giornalista italiano (n. 1927)
- 2002 - Oreste Piccioni, fisico italiano (n. 1915)
- 2002 - Fausto Radici, sciatore alpino italiano (n. 1953)
- 2002 - Álvaro Salvadores, cestista cileno (n. 1928)
- 2002 - Desmond Titterington, pilota automobilistico britannico (n. 1928)
- 2003 - Raúl Shaw Moreno, cantante e compositore boliviano (n. 1923)
- 2003 - Lino Paolo Suppressa, pittore italiano (n. 1915)
- 2003 - José Antonio Valverde, biologo, naturalista e ecologo spagnolo (n. 1926)
- 2003 - Majid bin 'Abd al-'Aziz Al Sa'ud, principe e politico saudita (n. 1938)
- 2004 - Dadamaino, artista italiana (n. 1930)
- 2005 - Franco Bircher, architetto svizzero (n. 1925)
- 2005 - Johnnie Johnson, pianista statunitense (n. 1924)
- 2005 - Nikola Ljubičić, generale e politico jugoslavo (n. 1916)
- 2005 - Henry Proctor, canottiere statunitense (n. 1929)
- 2005 - Juan Zanotto, fumettista argentino (n. 1935)
- 2006 - Vera Scardino, pittrice italiana (n. 1916)
- 2006 - Muriel Spark, scrittrice britannica (n. 1918)
- 2006 - Mario Talamona, economista e politico italiano (n. 1931)
- 2007 - Peter Beil, cantante, compositore e trombettista tedesco (n. 1937)
- 2007 - Matthias Hinze, attore e doppiatore tedesco (n. 1969)
- 2007 - Hans Koning, scrittore e giornalista olandese (n. 1921)
- 2007 - Steve Malovic, cestista statunitense (n. 1956)
- 2007 - Pranas Mažeika, cestista lituano (n. 1917)
- 2007 - Lionello Tulissi, calciatore italiano (n. 1934)
- 2007 - Nicanor Yñiguez, politico filippino (n. 1915)
- 2008 - Sante Begalli, calciatore italiano (n. 1931)
- 2008 - Francisco Checa, cestista panamense (n. 1940)
- 2008 - Dario Ciccone, calciatore e allenatore di calcio italiano (n. 1920)
- 2008 - Cliff Davies, batterista e produttore discografico statunitense (n. 1948)
- 2008 - Ignazio Fabra, lottatore italiano (n. 1930)
- 2008 - Gianluigi Savoldi, allenatore di calcio e calciatore italiano (n. 1949)
- 2008 - John Archibald Wheeler, fisico statunitense (n. 1911)
- 2009 - Björn Borg, nuotatore svedese (n. 1919)
- 2009 - Stefan Brecht, poeta, critico teatrale e filosofo statunitense (n. 1924)
- 2009 - Vincenzo Giordano, politico italiano (n. 1929)
- 2009 - Miguel Ángel Mori, calciatore argentino (n. 1943)
- 2009 - Abel Paz, anarchico, militare e storico spagnolo (n. 1921)
- 2009 - Alfred Swift, pistard sudafricano (n. 1931)
- 2009 - Teo Usuelli, compositore italiano (n. 1920)
- 2010 - Franco Brondi, pugile italiano (n. 1936)
- 2010 - Marco Buscarini, rugbista a 15 italiano (n. 1956)
- 2010 - Mihovil Radja, dirigente sportivo e rugbista a 15 jugoslavo (n. 1931)
- 2011 - Ferruccio Casacci, attore e regista italiano (n. 1934)
- 2011 - Flora Wiechmann Savioli, artista italiana (n. 1917)
- 2011 - Seeta bint Abd al-Aziz Al Sa'ud, principessa saudita (n. 1930)
- 2012 - Victor Arnold, attore statunitense (n. 1936)
- 2012 - Mario Gherarducci, giornalista, scrittore e pallanuotista italiano (n. 1933)
- 2013 - Frank Bank, attore statunitense (n. 1942)
- 2013 - Chi Cheng, bassista statunitense (n. 1970)
- 2013 - Mária Dézsi, cestista ungherese (n. 1962)
- 2013 - Adolph Herseth, trombettista statunitense (n. 1921)
- 2013 - Abdelhamid Kermali, calciatore e allenatore di calcio algerino (n. 1931)
- 2013 - Adriana Parrella, attrice, regista e doppiatrice italiana (n. 1924)
- 2013 - Giorgio Tononi, politico italiano (n. 1932)
- 2014 - Emma Castelnuovo, insegnante e matematica italiana (n. 1913)
- 2014 - Fred Enke, giocatore di football americano statunitense (n. 1924)
- 2014 - Stefano Garroni, filosofo italiano (n. 1939)
- 2014 - Ernesto Laclau, filosofo argentino (n. 1935)
- 2014 - Donato Pace, politico e avvocato italiano (n. 1938)
- 2014 - Rafał Sznajder, schermidore polacco (n. 1972)
- 2015 - Gerald Calabrese, cestista e politico statunitense (n. 1925)
- 2015 - Ronnie Carroll, cantante britannico (n. 1934)
- 2015 - Eduardo Galeano, scrittore, giornalista e saggista uruguaiano (n. 1940)
- 2015 - Günter Grass, scrittore, poeta e saggista tedesco (n. 1927)
- 2015 - Nedda Guidi, ceramista, scultrice e pittrice italiana (n. 1927)
- 2015 - Mária Gulácsy, schermitrice ungherese (n. 1941)
- 2015 - Thelma Coyne Long, tennista australiana (n. 1918)
- 2015 - Alberto Marchetti, calciatore italiano (n. 1920)
- 2015 - Herb Trimpe, fumettista statunitense (n. 1939)
- 2016 - Mariano Mores, compositore, pianista e direttore d'orchestra argentino (n. 1918)
- 2016 - Pietro Pinna, attivista italiano (n. 1927)
- 2016 - Jeremy Steig, compositore e flautista statunitense (n. 1942)
- 2016 - Nera White, cestista statunitense (n. 1935)
- 2017 - Zareh Baronian, teologo romeno (n. 1941)
- 2017 - Leo Pantaleo, regista e attore italiano (n. 1939)
- 2017 - Dan Rooney, diplomatico e dirigente sportivo statunitense (n. 1932)
- 2017 - Robert Taylor, informatico e psicologo statunitense (n. 1932)
- 2018 - Cesarino Cervellati, calciatore e allenatore di calcio italiano (n. 1930)
- 2018 - Miloš Forman, regista, sceneggiatore e attore cecoslovacco (n. 1932)
- 2018 - Giovanni Girone, statistico italiano (n. 1940)
- 2018 - Max Liniger-Goumaz, economista, sociologo e geografo svizzero (n. 1930)
- 2018 - Thomas Petruo, attore, doppiatore e conduttore radiofonico tedesco (n. 1956)
- 2019 - Gerry Becker, attore statunitense (n. 1951)
- 2019 - Tony Buzan, psicologo inglese (n. 1942)
- 2019 - Neus Català i Pallejà, attivista spagnola (n. 1915)
- 2019 - Vincenzo Carlo Di Gennaro, carabiniere italiano (n. 1972)
- 2019 - Norman Garwood, scenografo britannico (n. 1946)
- 2019 - Paul Greengard, neuroscienziato statunitense (n. 1925)
- 2019 - Paul Raymond, tastierista, chitarrista e compositore britannico (n. 1945)
- 2019 - Lydia Wideman, fondista finlandese (n. 1920)
- 2019 - Yvette Williams, lunghista, discobola e pesista neozelandese (n. 1929)
- 2020 - Ryo Kawasaki, musicista, compositore e chitarrista giapponese (n. 1947)
- 2020 - Landelino Lavilla Alsina, politico spagnolo (n. 1934)
- 2020 - Sarah Maldoror, regista cinematografica, attivista e regista teatrale francese (n. 1929)
- 2020 - Patricia Millardet, attrice francese (n. 1957)
- 2020 - Moraes Moreira, cantante, musicista e compositore brasiliano (n. 1947)
- 2020 - John Rowlands, calciatore inglese (n. 1947)
- 2020 - Ann Sullivan, animatrice statunitense (n. 1929)
- 2021 - Jamal Al-Qabendi, calciatore kuwaitiano (n. 1959)
- 2021 - Harold Bradley, pittore, attore e cantante statunitense (n. 1929)
- 2021 - Robert W. Davies, storico britannico (n. 1925)
- 2021 - Valeriano Falsini, ciclista su strada italiano (n. 1928)
- 2021 - Rocco Filippini, violoncellista svizzero (n. 1943)
- 2021 - Slick Leonard, cestista, allenatore di pallacanestro e dirigente sportivo statunitense (n. 1932)
- 2021 - Emilio Locurcio, cantautore, compositore e attore italiano (n. 1953)
- 2021 - Bernard Noël, poeta, scrittore e critico d'arte francese (n. 1930)
- 2021 - Ruth Roberta de Souza, cestista brasiliana (n. 1968)
- 2021 - Amedeo Tommasi, pianista italiano (n. 1935)
- 2022 - Kjell Andreassen, calciatore norvegese (n. 1940)
- 2022 - Letizia Battaglia, fotografa, fotoreporter e politica italiana (n. 1935)
- 2022 - Michel Bouquet, attore francese (n. 1925)
- 2022 - Wolfgang Fahrian, calciatore tedesco occidentale (n. 1941)
- 2022 - Giovanni Piazza, musicista e insegnante italiano (n. 1937)
- 2022 - Freddy Rincón, calciatore e allenatore di calcio colombiano (n. 1966)
- 2022 - Dennis Stewart, cestista e allenatore di pallacanestro statunitense (n. 1947)
- 2022 - Irina Vorob'ëva, pattinatrice artistica su ghiaccio sovietica (n. 1958)
- 2022 - Wang Yumei, attrice cinese (n. 1934)
- 2023 - Craig Breen, pilota di rally irlandese (n. 1990)
- 2023 - Lorenzo Holzknecht, scialpinista italiano (n. 1984)
- 2023 - Julia Ituma, pallavolista italiana (n. 2004)
- 2023 - Mary Quant, stilista, inventrice e imprenditrice britannica (n. 1930)
- 2023 - Thubten Zopa Rinpoche, monaco buddhista nepalese (n. 1946)
- 2024 - Giuseppe Caranci, politico italiano (n. 1925)
- 2024 - Joanna Dworakowska, scacchista polacca (n. 1978)
- 2024 - Austin Murphy, politico statunitense (n. 1927)
- 2024 - Mario Rosario Occorsio, matematico e scrittore italiano (n. 1932)
- 2024 - Maria Pacini Fazzi, editrice italiana (n. 1930)
- 2024 - Lorenzo Palomo, direttore d'orchestra, compositore e pianista spagnolo (n. 1938)
- 2024 - Faith Ringgold, pittrice e scultrice statunitense (n. 1930)
- 2024 - Ângelo Victoriano, cestista e allenatore di pallacanestro angolano (n. 1968)
- 2025 - Thomas Commisso, hockeista su ghiaccio e hockeista in-line italiano (n. 1983)
- 2025 - Enrico Dioli, sindacalista e politico italiano (n. 1948)
- 2025 - Bob Garretson, pilota automobilistico statunitense (n. 1933)
- 2025 - Jean Marsh, attrice britannica (n. 1934)
- 2025 - Mario Vargas Llosa, scrittore e drammaturgo peruviano (n. 1936)

## Senza anno specificato(1)
- Orso di Ravenna, vescovo e santo romano